# Phil Spector
Harvey Philip Spector, més conegut com a Phil Spector (26 de desembre del 1939 - 17 de gener de 2021) fou un músic i productor estatunidenc, conegut sobretot per la seva tècnica d'orquestració, el "mur de so" (wall of sound), consistent a gravar múltiples pistes d'acompanyament, superposant-les fins a crear un so compacte i aclaparador.
La tècnica de Spector ha tingut una gran influència sobre altres músics que han experimentat amb l'estudi com a instrument musical, com els Beatles (que el van cridar per a fer-se càrrec dels enregistraments de Let It Be) o Brian Wilson.

## Biografia
Spector va començar la seva carrera musical com guitarrista i compositor del grup The Teddy Bears, que el 1958 va obtenir un gran èxit amb la cançó To know him is to love him. Spector va prendre el títol de l'epitafi del seu pare, mort per suïcidi el 1949. Spector va saltar aviat de la interpretació a la producció musical, especialitzant-se en grups femenins com The Crystals i The Ronettes. Les seves produccions d'aquesta època tenen un so molt característic, fruit de la tècnica del "mur de so". A mitjans dels anys 60, produeix dos senzills especialment ambiciosos: You've Lost that Lovin' Feelin (1964), dels Righteous Brothers, i River Deep, Mountain High, de Ike i Tina Turner (1966).
Després d'això es retira durant alguns anys del negoci discogràfic, al qual torna (no sense polèmica) quan John Lennon li encarrega el 1970 donar forma publicable als enregistraments del projecte Let it be. Spector modifica el so de diverses cançons, enriquint l'acompanyament amb múltiples pistes d'instruments i cors. Paul McCartney queda especialment descontent amb The Long and Winding Road, a la qual Spector afegeix tota una orquestra. Encara que des d'ara incorpora a les versions en directe part de l'arranjament de Spector, aprofita qualsevol ocasió per a criticar el tractament del disc, i no descansa fins a editar, ja en el 2003, una versió "neta" dels arranjaments de Spector (Let It Be... Naked).
En els anys setanta, Spector produeix a artistes com John Lennon, George Harrison i els Ramones. Després d'això, abandona gairebé absolutament l'activitat artística, convertint-se en una llegenda viva però inactiva. El 2003 torna a l'actualitat, com presumpte assassí de l'actriu Lana Clarkson. Spector es declara innocent i afirma que es tracta d'un suïcidi. El judici de Spector va començar el 19 de març de 2007. Després d'un primer judici nul, en un segon judici, el 13 d'abril de 2009 és declarat culpable d'homicidi en segon grau, i condemnat a dinou anys de presó. Acabaria morint a la presó per COVID-19 el 17 de gener de 2021.